# Liste des monuments historiques de Loches
Ce tableau présente la liste de tous les monuments historiques classés ou inscrits dans la ville de Loches, Indre-et-Loire, en France.

## Liste
| Monument                       | Adresse                                                     | Coordonnées                      | Notice         | Protection            | Date                | Illustration                   |
| ------------------------------ | ----------------------------------------------------------- | -------------------------------- | -------------- | --------------------- | ------------------- | ------------------------------ |
| Chapelle de Vignemont          | C.R. de Vignemont                                           | 47° 07′ 27″ nord, 0° 59′ 59″ est | « PA00097820 » | Inscrit               | 1989                | Chapelle de Vignemont          |
| Château de la Bussière         | C.R. 47                                                     | 47° 07′ 09″ nord, 0° 56′ 28″ est | « PA00097822 » | Inscrit               | 1975                | Château de la Bussière         |
| Château de Loches              | Mail du Donjon Boulevard Philippe-Auguste place Charles-VII | 47° 07′ 29″ nord, 0° 59′ 48″ est | « PA00097821 » | Classé Inscrit        | 1862 1886 1889 1962 | Château de Loches              |
| Château de Sansac              | 22 rue du Docteur-Martinais                                 | 47° 07′ 44″ nord, 1° 00′ 28″ est | « PA00097823 » | Inscrit               | 1927                | Château de Sansac              |
| Église Saint-Ours              | Place Charles-VII                                           | 47° 07′ 37″ nord, 0° 59′ 54″ est | « PA00097824 » | Classé                | 1840                | Église Saint-Ours              |
| Église Saint-Antoine           |                                                             | 47° 07′ 42″ nord, 0° 59′ 45″ est | « PA37000025 » | Inscrit               | 2006                | Église Saint-Antoine           |
| Hôpital                        | 1 rue du Docteur-Martinais                                  | 47° 07′ 44″ nord, 1° 00′ 07″ est | « PA00097826 » | Inscrit               | 1975                | Hôpital                        |
| Hôtel de Caisse d'épargne      | 12 rue Alfred-de-Vigny Rue des Jeux                         | 47° 07′ 48″ nord, 0° 59′ 51″ est | « PA37000008 » | Inscrit               | 2000                | Hôtel de Caisse d'épargne      |
| Hôtel de la Gravière           | 33 rue Quintefol                                            | 47° 07′ 38″ nord, 1° 00′ 00″ est | « PA00097827 » | Inscrit               | 1962                | Hôtel de la Gravière           |
| Hôtel de ville                 | place de l'Hôtel-de-Ville                                   | 47° 07′ 42″ nord, 0° 59′ 51″ est | « PA00097828 » | Classé                | 1862                | Hôtel de ville                 |
| Maison                         | 3 place Charles-VII                                         | 47° 07′ 37″ nord, 0° 59′ 54″ est | « PA00097837 » | Inscrit               | 1961                | Maison                         |
| Maison                         | 1 rue du Château                                            | 47° 07′ 40″ nord, 0° 59′ 52″ est | « PA00097838 » | Inscrit               | 1962                | Maison                         |
| Maison                         | 4 Grande-Rue                                                | 47° 07′ 42″ nord, 0° 59′ 53″ est | « PA00097839 » | Inscrit               | 1962                | Maison                         |
| Maison                         | 40 rue Picois                                               | 47° 07′ 46″ nord, 0° 59′ 46″ est | « PA37000024 » | Inscrit               | 2008                | Maison                         |
| Maison                         | 5 rue Saint-Antoine                                         | 47° 07′ 42″ nord, 0° 59′ 52″ est | « PA00097840 » | Inscrit               | 1926                | Maison                         |
| Maison                         | 3 rue Traversière-Saint-Antoine                             | 47° 07′ 42″ nord, 0° 59′ 53″ est | « PA00097841 » | Inscrit               | 1962                | Maison                         |
| Maison d'Agnès Sorel           | 19 rue du Château                                           | 47° 07′ 39″ nord, 0° 59′ 51″ est | « PA00097836 » | Inscrit               | 1962                | Maison d'Agnès Sorel           |
| Maison du Centaure             | 14 rue du Château                                           | 47° 07′ 39″ nord, 0° 59′ 51″ est | « PA00097835 » | Classé Inscrit        | 1927 2012           | Maison du Centaure             |
| Maison de la Chancellerie      | 8, 10, 12 rue du Château                                    | 47° 07′ 39″ nord, 0° 59′ 51″ est | « PA00097834 » | Classé Inscrit Classé | 1923 1993           | Maison de la Chancellerie      |
| Porte des Cordeliers de Loches | rue des Ponts                                               | 47° 07′ 43″ nord, 0° 59′ 59″ est | « PA00097829 » | Classé                | 1886                | Porte des Cordeliers de Loches |
| Porte Picois                   | place de l'Hôtel-de-Ville                                   | 47° 07′ 42″ nord, 0° 59′ 51″ est | « PA00097828 » | Classé                | 1862                | Porte Picois                   |
| Porte Poitevine                | 4 rue Louis-Delaporte mail Droulin                          | 47° 07′ 31″ nord, 0° 59′ 45″ est | « PA00097830 » | Inscrit               | 1962                | Porte Poitevine                |
| Prieuré Saint-Ours             | 10 rue Saint-Ours                                           | 47° 07′ 35″ nord, 0° 59′ 56″ est | « PA00097831 » | Inscrit               | 1939                | Prieuré Saint-Ours             |
| Tour du fort Saint-Ours        | 17 rue Saint-Ours                                           | 47° 07′ 39″ nord, 0° 59′ 57″ est | « PA00097832 » | Inscrit               | 1968                | Tour du fort Saint-Ours        |
| Tour de Mauvières              | rue des Carrières                                           | 47° 06′ 44″ nord, 0° 59′ 57″ est | « PA00097833 » | Classé                | 1926                | Tour de Mauvières              |
| Tour Saint-Antoine             | rue Saint-Antoine                                           | 47° 07′ 43″ nord, 0° 59′ 56″ est | « PA00097825 » | Classé                | 1840                | Tour Saint-Antoine             |